# Старокалкашівська сільська рада
Старокалка́шівська сільська рада (рос. Старокалкашевский сельский совет) — муніципальне утворення у складі Стерлібашевського району Башкортостану, Росія. Адміністративний центр — присілок Старий Калкаш.

## Населення
Населення — 769 осіб (2019, 822 в 2010, 962 в 2002).

## Склад
До складу поселення входять такі населені пункти:
| Населений пункт         | Населення, осіб (2002) | Населення, осіб (2010) |
| ----------------------- | ---------------------- | ---------------------- |
| Баїмово, присілок       | 85                     | 62                     |
| Дмитрієвка, присілок    | 17                     | 2                      |
| Корнієвка, присілок     | 99                     | 101                    |
| Лугавушка, присілок     | 12                     | 2                      |
| Новий Калкаш, присілок  | 228                    | 226                    |
| Покровка, присілок      | 28                     | 20                     |
| Старий Калкаш, присілок | 419                    | 349                    |
| Чегодаєвка, присілок    | 74                     | 60                     |